# Echinocereus scheeri
Echinocereus scheeri là một loài thực vật có hoa trong họ Cactaceae. Loài này được (Salm-Dyck) Scheer mô tả khoa học đầu tiên năm 1856.

## Hình ảnh

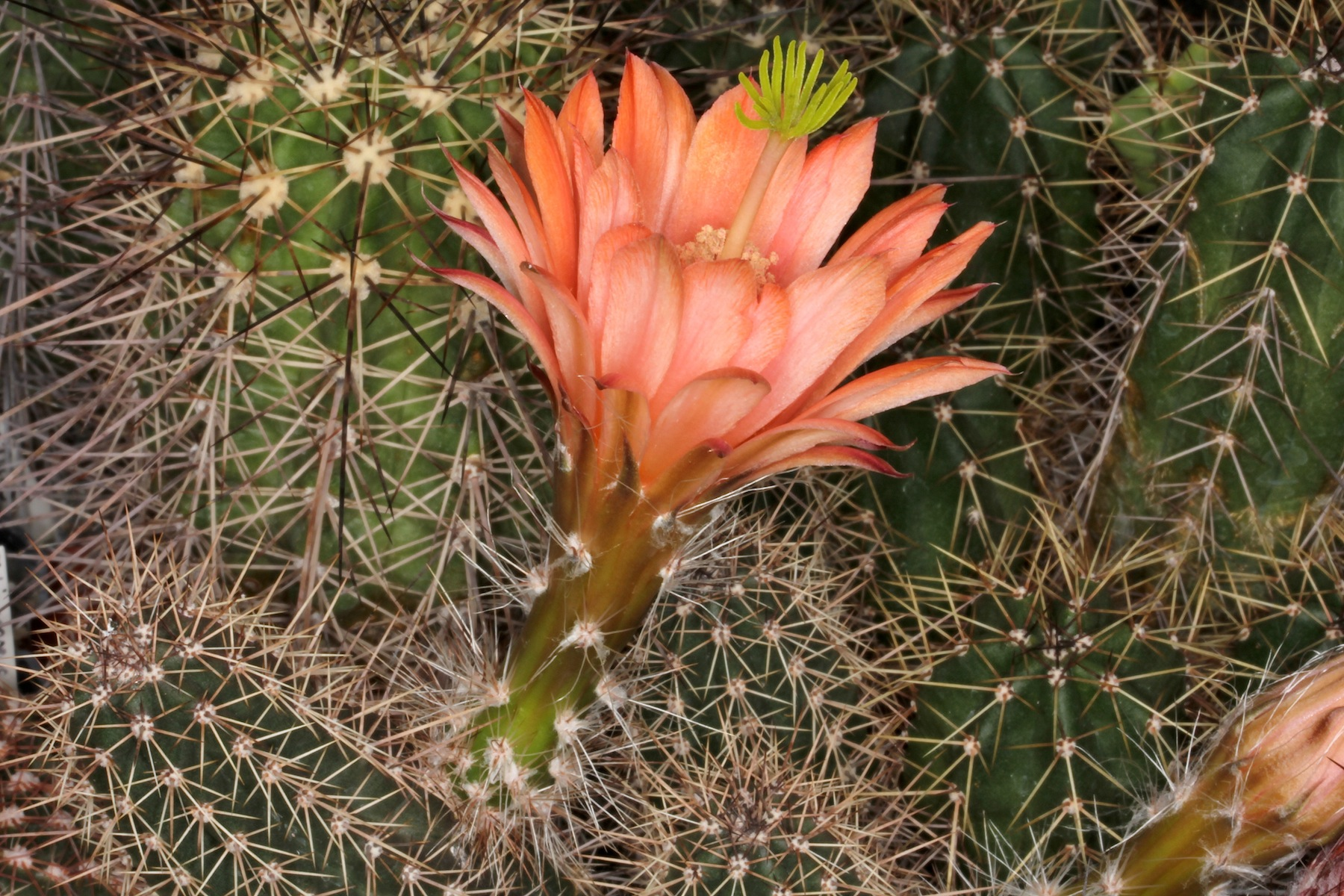
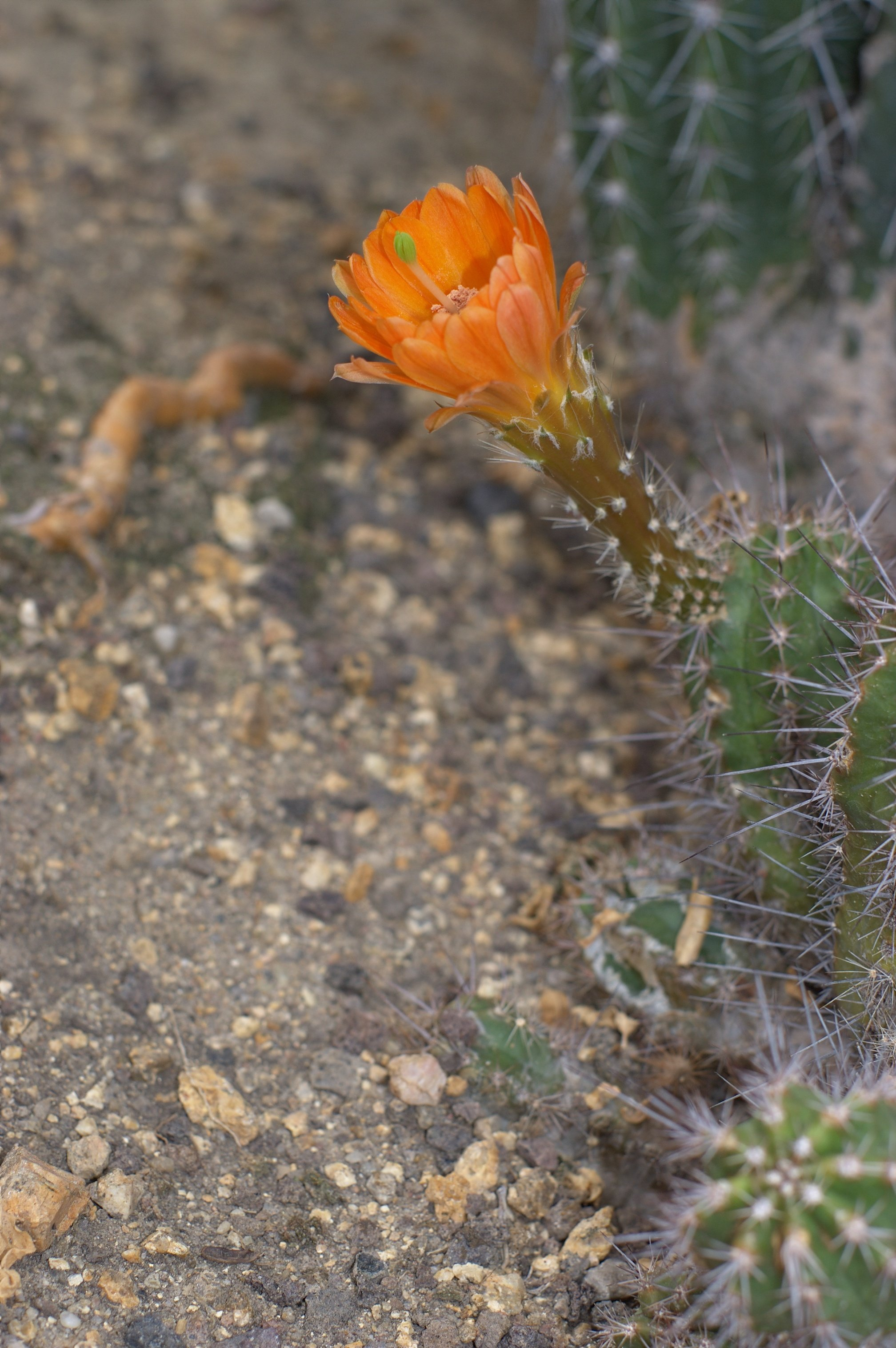
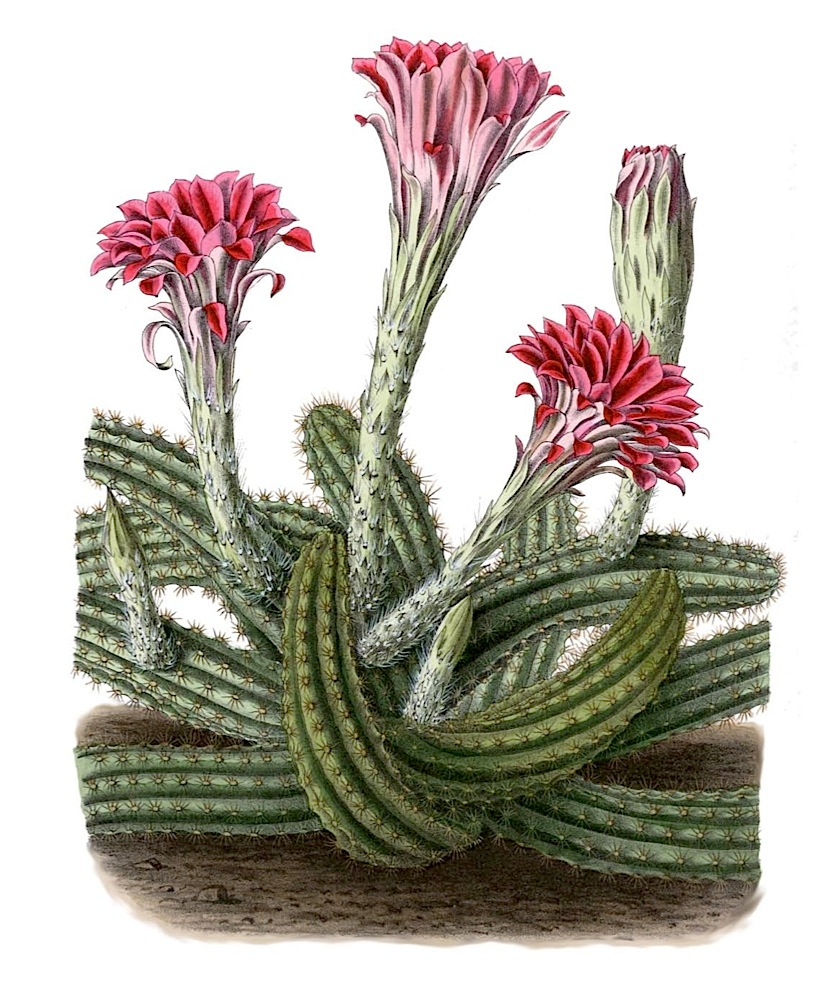
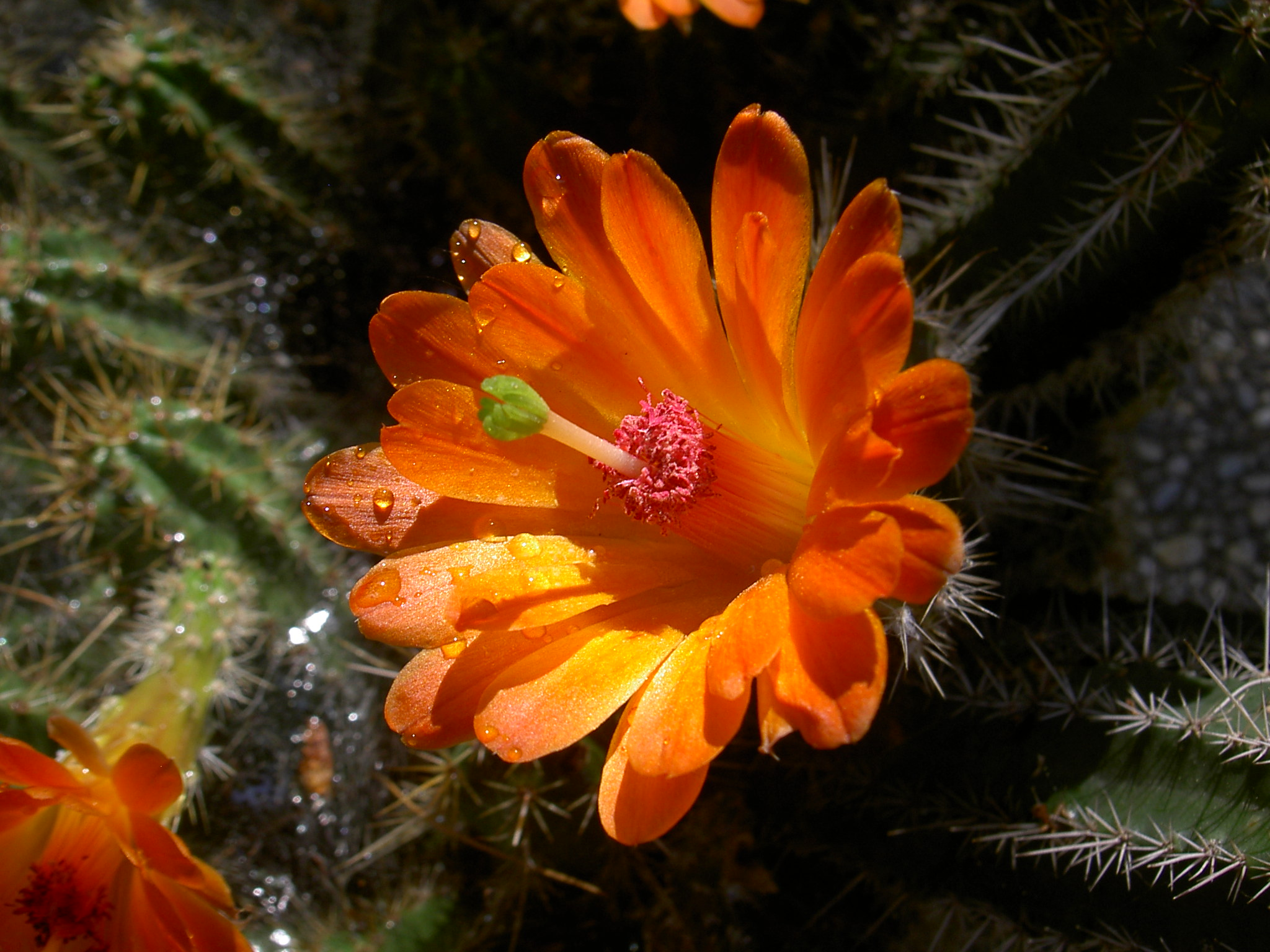